# توماس گاردنر
توماس گاردنر (انگلیسی: Thomas Gardner; ۱۷ مارس ۱۹۲۳ – ۷ نوامبر ۲۰۱۶) بازیکن فوتبال بود.
از باشگاه‌هایی که در آن بازی کرده‌است می‌توان به باشگاه فوتبال اورتون اشاره کرد.